# Matzenhof (Birgland)
Matzenhof ist ein Gemeindeteil von Birgland im Oberpfälzer Landkreis Amberg-Sulzbach in Bayern.
Das Dorf liegt im südwestlichen Bereich der Gemeinde Birgland. Östlich verläuft die Staatsstraße 2164 und nördlich die Bundesautobahn 6.

## Baudenkmäler
In der Liste der Baudenkmäler in Birgland sind für Matzenhof zwei Baudenkmale aufgeführt:
- Stadel (Matzenhof 4) aus der Mitte des 19. Jahrhunderts, ein eingeschossiger Fachwerkbau mit Steildach
- Hopfenstadel (Matzenhof 7) aus der zweiten Hälfte des 19. Jahrhunderts, ein eingeschossiger Fachwerkbau über massivem Sockel, mit Steildach und Hopfengaube